# Todd Solondz
Todd Solondz (ur. 15 października 1959 w Newark) – amerykański scenarzysta, reżyser i aktor.
Studiował film na Uniwersytecie Nowojorskim. Jego trzy krótkometrażowe filmy studenckie: Feelings, Babysitter i Schatt's Last Shot zdobyły wyróżnienia w konkursach. Przez sześć lat uczył języka angielskiego imigrantów z Syrii, Rosji i innych krajów. Nakręcił w tamtym czasie film krótkometrażowy How I Became a Leading Artistic Figure in New York City’s East Village Cultural Landscape dla programu telewizyjnego Saturday Night Live.
Jego film pełnometrażowy Welcome to the Dollhouse zdobył Nagrodę Jury na Sundance Film Festival w 1996, a Happiness (1998) przyniosło mu Nagrodę FIPRESCI na 51. MFF w Cannes.

## Filmografia
Scenarzysta i reżyser:
- Fear, Anxiety, and Depression (1989)
- Witajcie w domku dla lalek (Welcome to the Dollhouse, 1995) – także jako producent
- Happiness (1998)
- Opowiadanie (Storytelling, 2001)
- Palindromy (Palindromes, 2004)
- Życie z wojną w tle (Life During Wartime, 2009), nominacja do nagrody Złoty Lew
- Czarny koń (Dark Horse, 2011), nominacja do nagrody Złoty Lew
- Jamnik (Wiener-Dog, 2016)

Aktor:
- Schatt's Last Shot (1985)
- In Transit (1986)
- Poślubiona mafii (Married to the Mob, 1988)
- Fear, Anxiety, and Depression (1989)
- Lepiej być nie może (As Good As It Gets, 1997)